# محجوبة أوبتيل
محجوبة أوبتيل ملاكمة مغربية، ولدت في 15 ديسمبر 1982، متخصصة في وزن (أقل من 60 كلغ)، وهي أول امرأة مغربية تشارك في منافسات الألعاب الأولمبية في الملاكمة.

## سيرتها الرياضية
- سنة 2010 فازت بذهبية وزن أقل من 60 كلغ خلال بطولة أفريقيا بالجزائر.
- مدرب محجوبة أوبتيل هو الملاكم السابق محمد المصباحي الذي مثل المغرب في أولمبيادات 1992 و1996 و2000.

## مشاركتها في الأولمبياد
2012

تأهلت للمشاركة في الألعاب الأولمبية الصيفية 2012 بلندن بدعوة من الاتحاد الدولي للملاكمة تطبيقا لنظام المحاصصة القارية وذلك بفضل نتائجها الجيدة في المنافسات القارية.

النتائج:
| الملاكم       | الحدث              | دور ال 16     | ربع النهائي                  | نصف النهائي          | النهائي              | النهائي              |                      |
| الملاكم       | الحدث              | المنافس نتيجة | المنافس نتيجة                | المنافس نتيجة        | المنافس نتيجة        |                      |                      |
| ------------- | ------------------ | ------------- | ---------------------------- | -------------------- | -------------------- | -------------------- | -------------------- |
| محجوبة أوبتيل | وزن أقل من 60 كلغ. | —             | أراوجو البرازيل · خسرت 16-12 | أقصيت في ربع النهائي | أقصيت في ربع النهائي | أقصيت في ربع النهائي | أقصيت في ربع النهائي |

## روابط خارجية
- محجوبة أوبتيل على موقع اللجنة الأولمبية الدولية (الإنجليزية)
- محجوبة أوبتيل على موقع أوليمبيديا (الإنجليزية)